# Pirkenreuther Kapelle

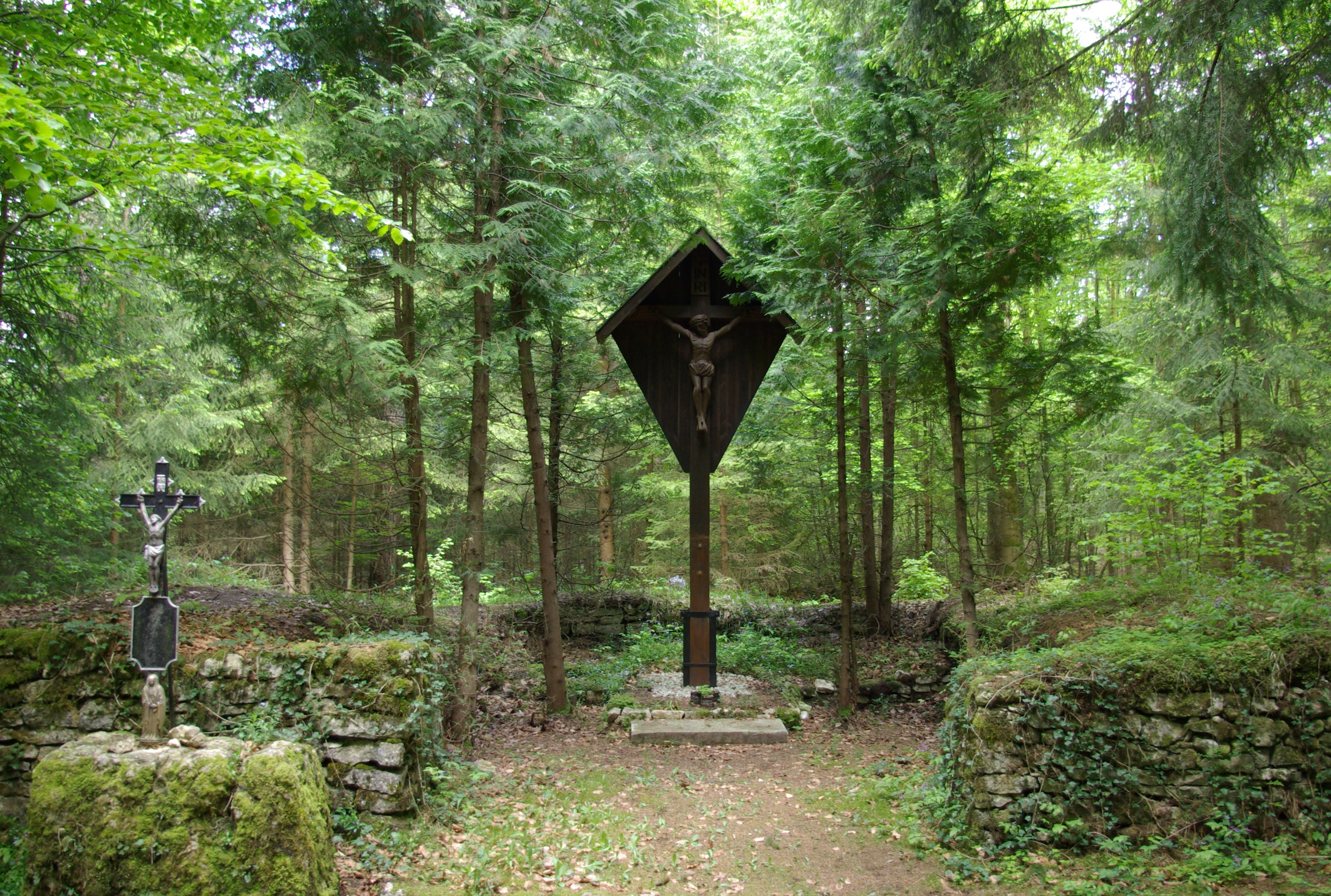
Pirkenreuther Kapelle, 2010

Die Pirkenreuther Kapelle ist eine Kirchenruine in der Wüstung Pirkenreuth in der oberfränkischen Gemeinde Pegnitz. Sie liegt inmitten des Hollenberger Waldes in der Fränkischen Schweiz, rund einen Kilometer nördlich der Ortschaft Willenreuth am Weg zur Burgruine Hollenberg.

## Geschichte und Beschreibung
Der Ort Pirkenreuth mit der Kapelle, die dem heiligen Georg gewidmet war, wurde erstmals 1366 urkundlich erwähnt. Am St.-Georg-, am Lorenz-, am Hedwigs- und am Liebfrauentag fanden sich dort viele Wallfahrer ein. Am 9. Februar 1430, während der Hussitenkriege, wurden Dorf und Gotteshaus zerstört. Es ist überliefert, dass man dort nach dem Abzug der Hussiten 68 verstümmelte Leichen auffand. Den Geistlichen hatten die Krieger mit einem Pfahl durchbohrt. Um 1500 wurde die Kapelle wieder aufgebaut. Auf Befehl der calvinistischen Regierung der Oberen Pfalz wurde das Gebäude im Jahr 1566 bis auf wenige Reste abgetragen.
Im Jahr 1920 legte man die Ruine der Pirkenreuther Kapelle frei. Aus den Grundrissen sowie den noch stehenden Mauern des Chores und des östlichen Langhauses lässt sich ablesen, dass es sich um einen Rechteckbau mit einem einspringenden, rechteckigen Chor handelte. 1921 wurde anstelle des Altars ein hölzernes Kruzifix aufgestellt. Vor der Ruine befinden sich ein großer Felsblock mit einem eisernen Kruzifix und eine Ruhebank. Von weiteren Gebäuden des Ortes Pirkenreuth sind keine baulichen Überreste sichtbar.